# Kaspar von Zumbusch

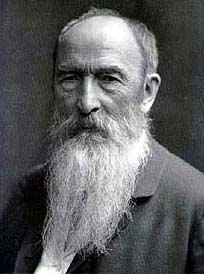
Retrato de Kaspar von Zumbusch, c. 1900.

Kaspar [Clemens Eduard] Zumbusch (23 de noviembre de 1830 - 27 de septiembre de 1915), desde 1888 Ritter von Zumbusch (una partícula nobiliaria), fue un escultor alemán, nacido en Herzebrock, Westfalia, quien se convirtió en un preeminente escultor de monumentos neobarrocos en Viena.

## Biografía
A la edad de dieciocho años fue a estudiar en Múnich, en un principio sin éxito en la Academia y después en la Escuela Politécnica (Polytechische Schule) bajo la supervisión de Johann Halbig. Continuó sus estudios en Roma. Ganó el concurso en 1866 para un monumento a Maximiliano II de Baviera, para la Maximilianstraße, Múnich (inaugurada en 1875). En 1873 fue llamado a Viena como profesor de la academia, un puesto que mantuvo hasta que fue hecho Profesor Emérito en 1901. Sus trabajos más importante son una estatua del conde Rumford, en Múnich; y los monumentos al Príncipe Augusto de Prusia (Parque Bellevue, Berlín); Beethoven (1873-1880, Viena); María Teresa (1887, Viena); y al emperador Guillermo I (1896, Wittekindsberg, Westfalia). También en Viena existen sus monumentos al Conde Radetzky (1891) y al Archiduque Alberto (1898-1899).
También modeló varios monumentos funerarios privados, obras decorativas, bustos de retratos, incluyendo uno de Wagner.
Murió en 1915 en Rimsting. Su hermano Julius Zumbusch fue también escultor y uno de sus hijos, Ludwig von Zumbusch, fue artista gráfico y pintor. Otro de sus hijos, Leo von Zumbusch, fue un dermatólogo conocido por sus contribuciones en la identificación la psoriasis pustular generalizada.
Entre sus discípulos se encontraba el escultor friulano Alfonso Canciani.

## Galería

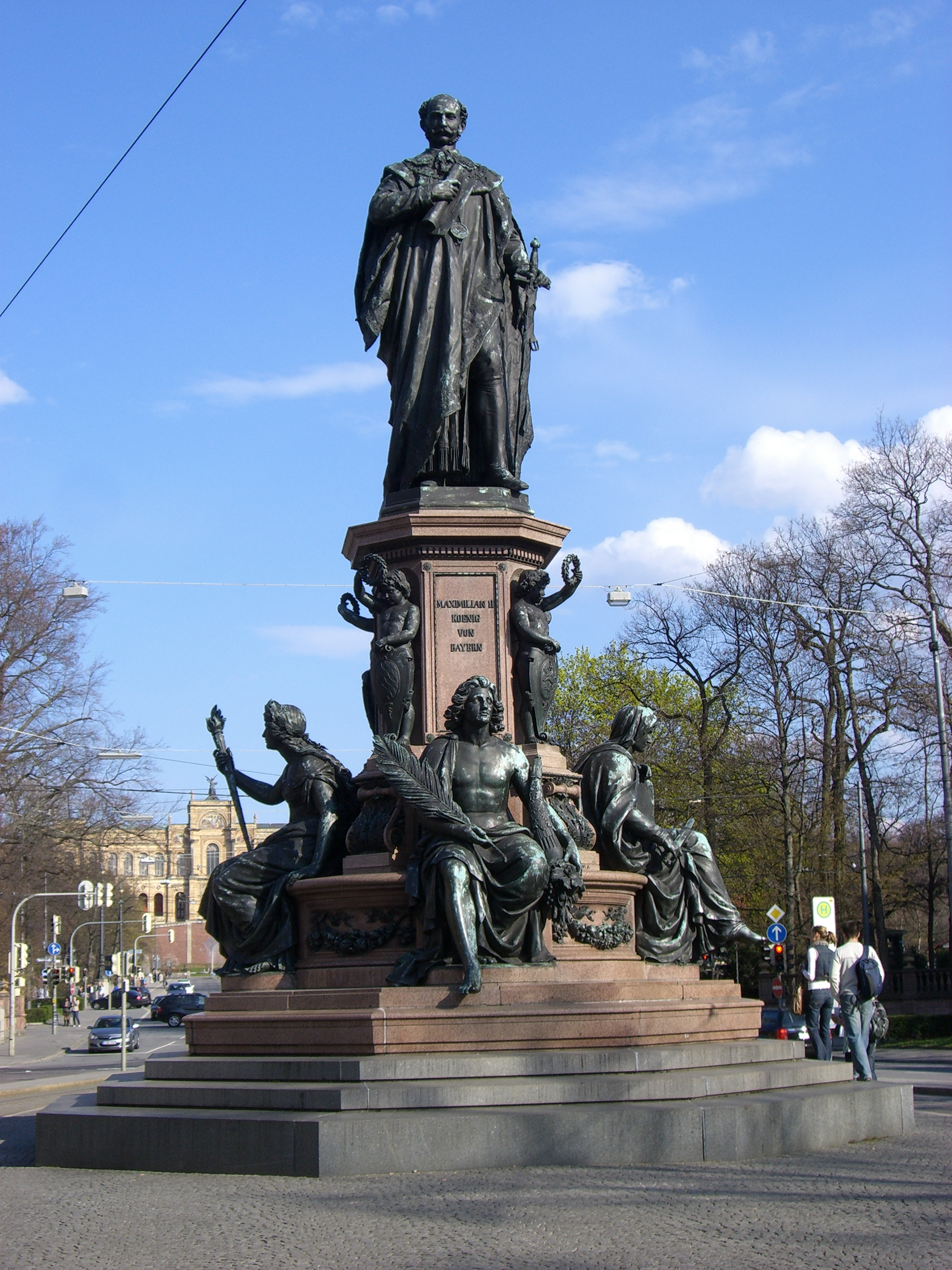
Monumento a Maximiliano II de Baviera, 1866
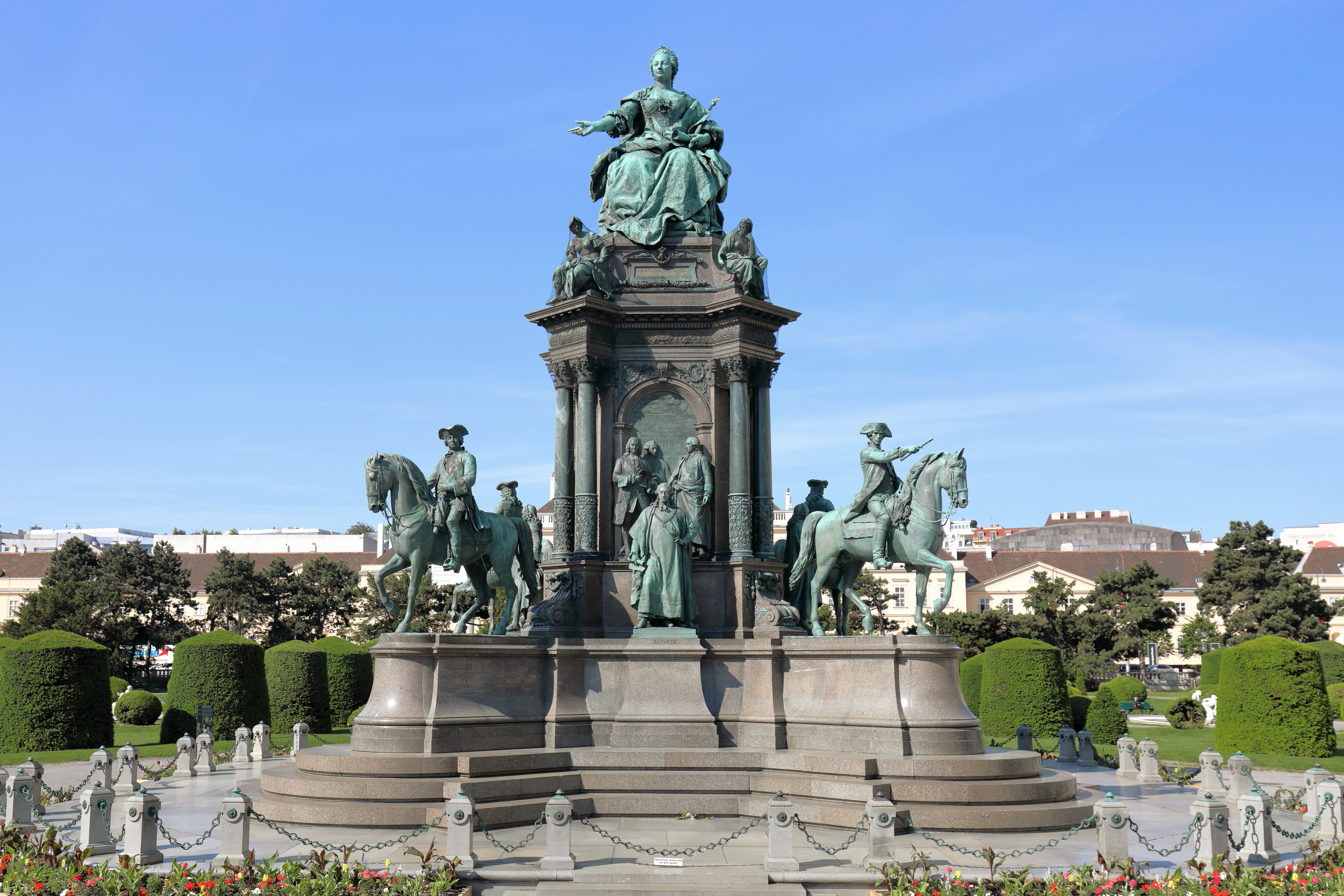
Estatua de María Teresa en Viena, 1872-1887
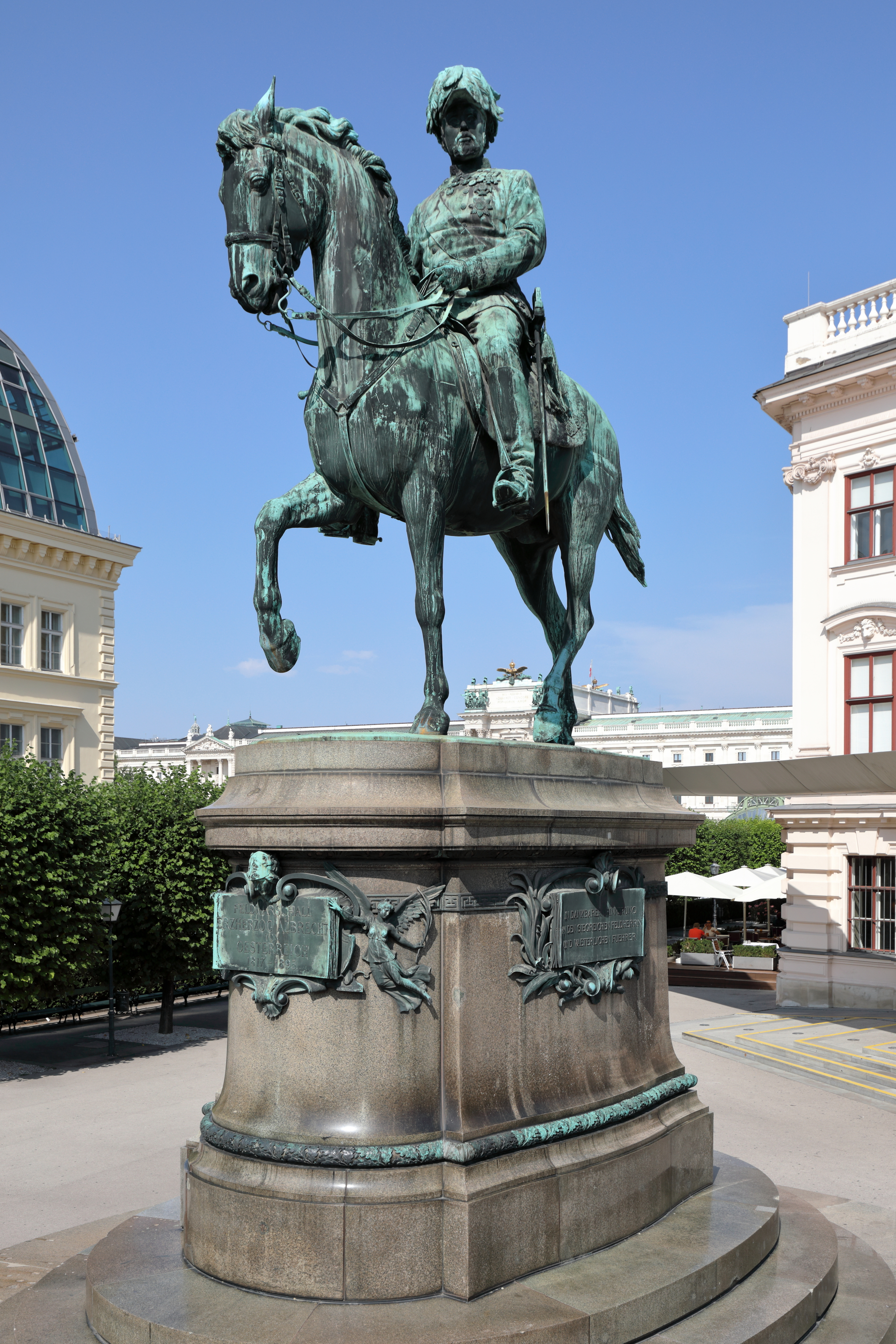
Monumento al Archiduque Alberto ante el Albertina en Viena, 1898-99
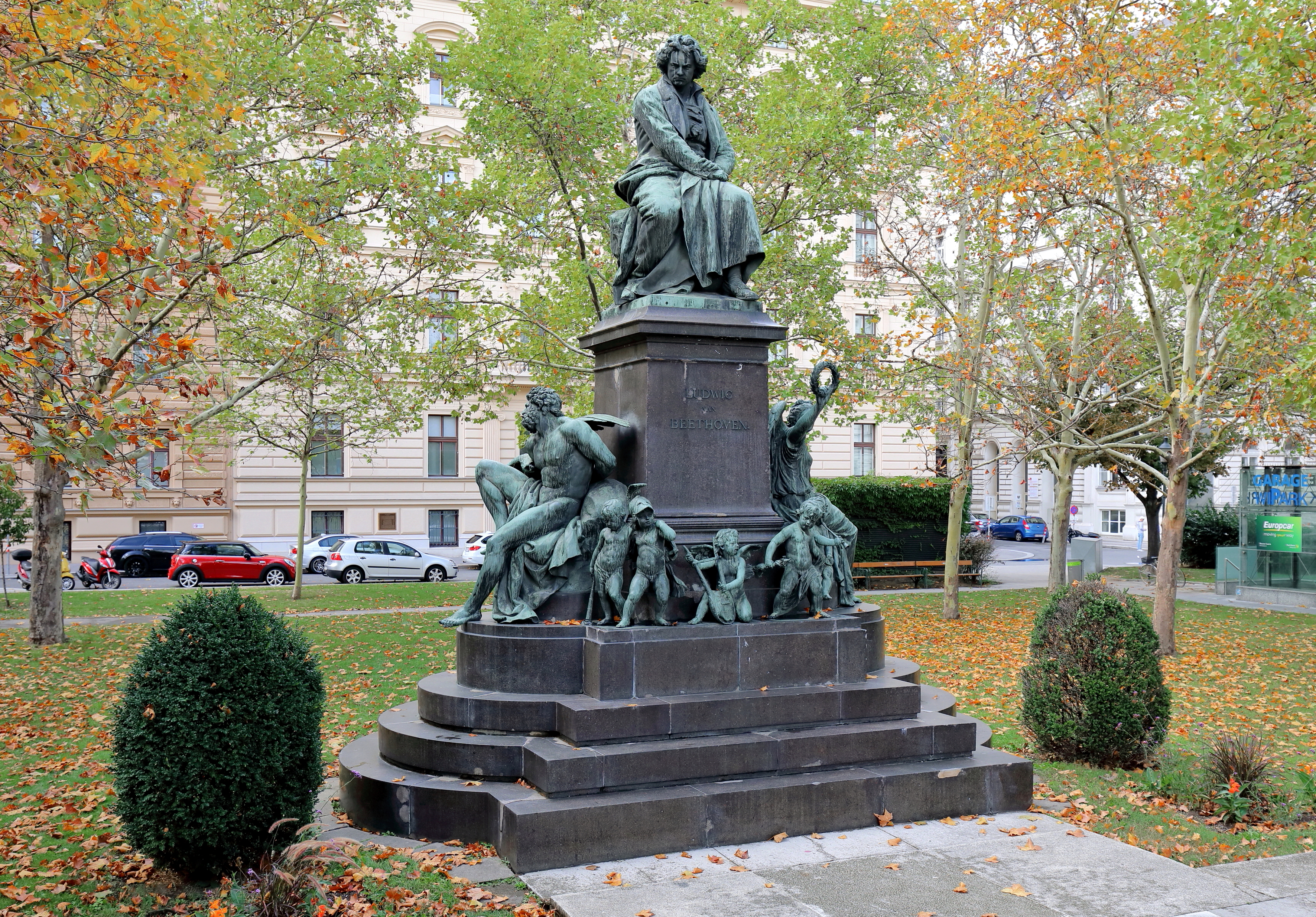
Monumento a Beethoven en Viena, 1880
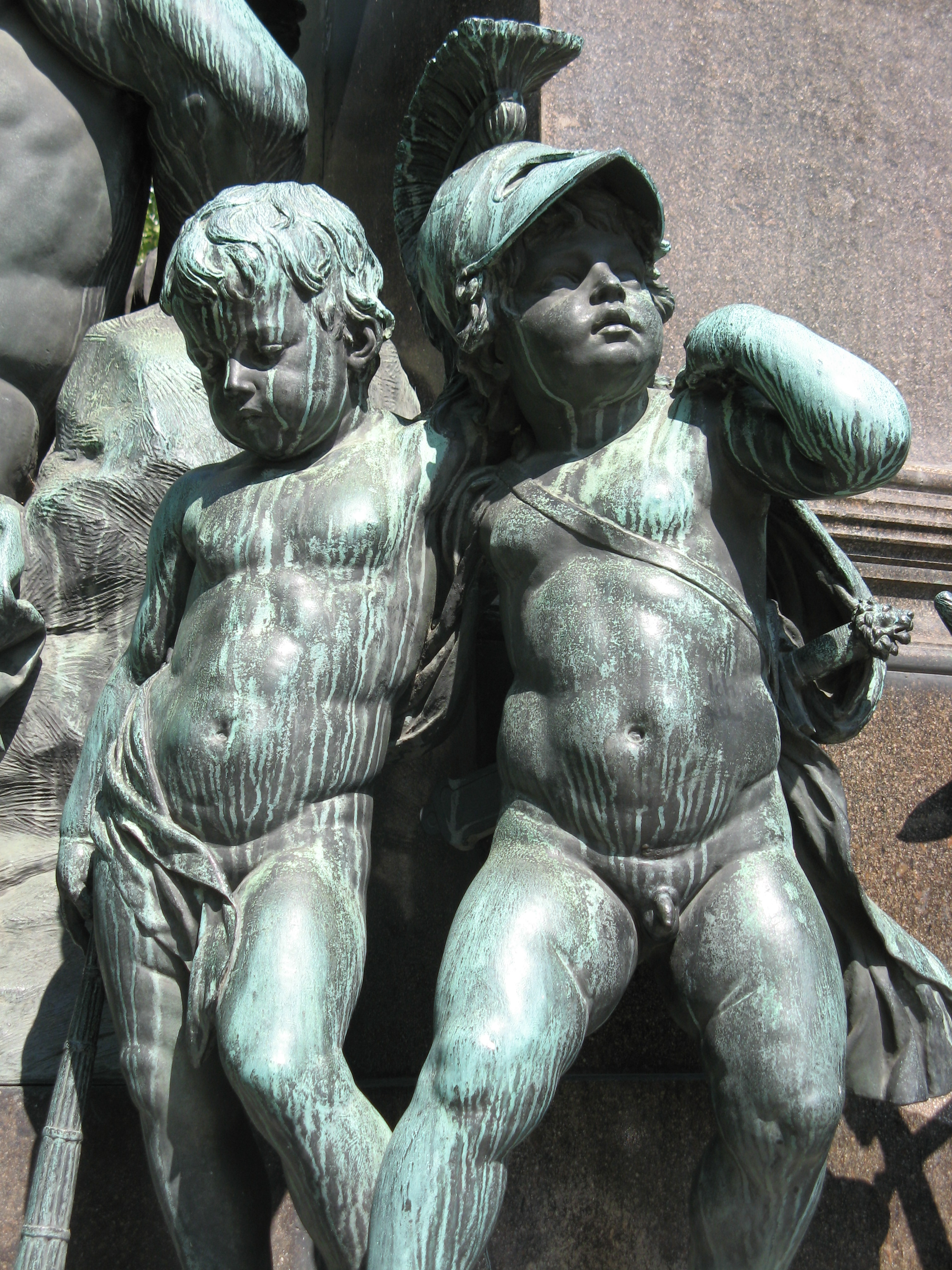
Putti en el monumento a Beethoven, 1880